# Teatro Nacional da Grécia
O Teatro Nacional da Grécia (em grego:  Εθνικό Θέατρο, Ethnikó Théatro) é o teatro nacional em Atenas, capital da Grécia.
O teatro foi fundado originalmente em 1880 por iniciativa do rei Jorge I da Grécia e de Efstratios Rallis para dar uma casa permanente ao teatro em Atenas. As bases deste novo projeto foram estabelecidas na rua Agiou Konstantinou e o edifício foi desenhado pelo arquiteto Ernst Ziller. Apesar dos problemas para que o edifício fosse terminado no tempo previsto, só ficou completado em finais de 1890. En 1900 Angelos Vlachos foi nomeado seu diretor.
O teatro entrou em decadência, e foi de vez em quando anfitrião de companhias teatrais estrangeiras até 1932. Manteve-se encerrado até o Teatro Nacional ter sido oficialmente fundado, em virtude de una lei parlamentar assinada pelo ministro da Educação, Giorgos Papandreou, em 30 de maio de 1932.